# Francisco Gallardo
Francisco León Gallardo (Sevilla, 1980. január 13.) spanyol labdarúgó-középpályás.

## Pályafutása

### Klub
A Sevilla akadémiáján  nevelkedett, 20 évesen  mutatkozott be a  klub  felnőtt csapatában. Részese volt a csapat  visszajutásának az első osztályba, 2001-ben.
2007-ig állt a Sevilla szolgálatában, de közben többször is kölcsönadták más csapatoknak. A Primera Divisionban 126 alkalommal lépett pályára. Játszott még a Getafe, a Vitória SC, a Deportivo és a Murcia szineiben is, mielőtt végleg elhagyta a Sevillát. Két nem túl sikeres szezont töltött még el a Murcia-ban, majd ezek után igazolt 2009-ben a Huesca-hoz, amelyik a második vonalban szerepelt, csakúgy mint a Murcia. Két évet játszott a Huesca-ban, majd 2011 nyarán a magyar Diósgyőrhöz igazolt, ahol már játszott egy honfitársa, José Luque személyében. Gallardo jó játékával hamar a szurkolók egyik kedvence lett Miskolcon.

### Válogatott
Tagja volt a spanyol U17-es U18-as és U21-es utánpótlás válogatottaknak is. (1997-ben Casillas és Xavi csapattársaként bronzérmet szerzett Egyiptomban az U17-es vb-n.)

## Sikerei, díjai
- Spanyol 2. osztály bajnoka (2001, Sevilla)
- Bronzérem, U17-es Világbajnokságon (1997)